# Giovanna di Kent
Giovanna di Kent, in inglese Joan of Kent (29 settembre 1328 – Wallingford Castle, 7 agosto 1385), fu la prima principessa del Galles e passò alla storia con il nome di Fair Maid of Kent.

## Biografia
Era figlia di Edmondo Plantageneto, I conte di Kent, e di Margaret Wake, terza baronessa Wake di Liddell.
Suo padre, Edmund, era il fratellastro più giovane di Edoardo II d'Inghilterra. Dopo la deposizione del re, Edmund venne condannato a morte, mentre sua madre ed i figli vennero posti agli arresti domiciliari nel castello di Arundel. Giovanna all'epoca aveva solo due anni.
Il primo cugino di Giovanna era il re Edoardo III d'Inghilterra, il quale raccolse la vedova Margaret e i figli facendoli vivere a corte. Giovanna crebbe quindi corte assieme ai cugini tra cui Edoardo il Principe Nero.

## I primi due matrimoni
All'età di dodici anni (1340), Giovanna contrasse un matrimonio clandestino con Thomas Holland, I conte di Kent, senza prima ottenere il consenso necessario per le coppie reali del loro rango.
L'inverno successivo, mentre Holland era all'estero impegnato nelle crociate, la famiglia di Giovanna la costrinse a contrarre matrimonio con William Montacute, figlio ed erede del primo conte di Salisbury. Il precedente matrimonio venne ritenuto nullo.
Si ritiene che Joan abbia ispirato al re Edoardo III la fondazione dell'Ordine della Giarrettiera.
Diversi anni dopo Thomas Holland tornò dalle crociate e si appellò al Papa per ottenere il ritorno di sua moglie rendendo pubblico il matrimonio contratto con Giovanna anni prima.
Nel 1349 Papa Clemente VI dichiarò nullo il matrimonio tra Giovanna e Montacute ed ella tornò a vivere con il primo marito, accanto al quale rimase per undici anni.
Giovanna diede a Holland cinque figli prima di rimanere vedova nel 1360:
- Thomas Holland, II conte di Kent;
- John Holland, I duca di Exeter;
- Edmund Holland (1354), morì bambino;
- Joan Holland (1356-1384), che sposò Giovanni V, duca di Bretagna (1339-1399);
- Maud Holland (1359-1391), che sposò Valerano III di Lussemburgo-Ligny, conte di Ligny (1355-1415);

Nel frattempo, quando l'ultimo dei fratelli di Giovanna morì nel 1352, ella divenne contessa di Kent e baronessa Wake di Liddell.

## Il terzo matrimonio
Rimasta vedova, Giovanna sposò segretamente nel 1360 il cugino Edoardo, il principe Nero, anche se il matrimonio era vietato per consanguineità della coppia.
Su richiesta del Re, il Papa concesse una dispensa permettendo ai due principi di essere legalmente sposati. Le nozze ufficiali avvennero il 10 ottobre 1361 nel Castello di Windsor con il Re e la Regina presenti. L'arcivescovo di Canterbury presiedette la cerimonia.
Nel 1362 il Principe Nero venne investito del titolo di principe di Aquitania, una regione della Francia che apparteneva alla Corona inglese, in seguito al matrimonio tra Eleonora d'Aquitania ed Enrico II d'Inghilterra.
Edoardo e Giovanna si trasferirono così a Bordeaux, la capitale del principato, dove trascorsero nove anni. Ivi nacquero i loro due figli:
- Edoardo (27 gennaio 1365-1372);
- Riccardo.

Quando nacque Riccardo, Giovanna era sola in quanto Edoardo era impegnato a prestare aiuto al re Pietro I di Castiglia. La principessa si trovò a dover organizzare un esercito per difendere l'Aquitania, minacciata in assenza del marito.

## Vedovanza
Dal 1371 il Principe Nero non era più in grado di esercitare le proprie funzioni in Aquitania e fece ritorno in Inghilterra, dove la peste stava dilagando. Nel 1372 Edoardo tentò inutilmente di salvare ancora i possedimenti francesi del padre, ma la sua salute era ormai compromessa. Il 7 giugno 1376, una settimana prima del suo quarantaseiesimo compleanno, il principe morì nel suo letto a Westminster.
Il figlio di Giovanna, il piccolo Riccardo, divenne il legittimo erede al trono e alla morte del nonno Edoardo III il 21 giugno 1377, divenne re d'Inghilterra all'età di dieci anni. Il giovane re era guidato dal teologo John Wyclif che aveva goduto della protezione di Giovanna.
Nel 1385 Sir John Holland, figlio del precedente matrimonio di Joan, rimase invischiato nella morte di Ralph Stafford, figlio di Hugh de Stafford, II conte di Stafford e tra i preferiti della nuova regina Anna di Boemia. Holland fu condannato a morte, ma Joan supplicò per quattro giorni suo figlio Riccardo di risparmiare la vita al fratellastro. Il quinto giorno Giovanna morì nel Wallingford Castle e Riccardo a questo punto cedette e graziò John.

## Nella finzione
Giovanna è stata rappresentata più volte in opere di fantasia. In The Lady Royal ad opera di Molly Costain Haycraft (6 dicembre 1911-5 giugno 2005) Giovanna è rappresentata come una rivale della cugina Isabella di Coucy per ottenere l'affetto di Enguerrand VII di Coucy. Giovanna è anche protagonista del romanzo The First Princess of Wales di Karen Harper e appare brevemente nell'opera di Anya Seton Katherine e anche in The King's Mistress di Candace Robb dove riveste il ruolo dell'amica di Alice Perrers, amante di Edoardo III d'Inghilterra.
Giovanna appare anche nel romanzo The Wheel of Fortune di Susan Howatch dove i Plantageneti sono trasportati nel mondo moderno con il nome di Goodwin, qui Giovanna assume il nome di Ginevra e la sua storia ricalca molto da vicino quella della vera Giovanna.
Gordon R. Dickson scrisse la saga semi-storica di Dragon Knight e in uno dei romanzi Giovanna tenta di far riconciliare il marito Edoardo con il padre durante il primo anno della Peste nera in Inghilterra.
Nell'opera prima di Madeline Hunter By Arrangement Giovanna riveste il ruolo di personaggio secondario, si menzionano le sue relazioni con Thomas Holland e William Montacute dipingendola come una donna incostante nel suo amore per i due uomini. Anche nel romanzo di Virginia Henley (5 dicembre 1935) Desired Giovanna è un personaggio di secondo piano.
Giovanna appare anche nel libro di Sara Douglass (2 giugno 1957-27 settembre 2011) The Nameless Day in cui muore quando le viene annunciata la morte del marito.
Nel film Il destino di un cavaliere Giovanna viene identificata nella donna bionda che siede vicino al principe Edoardo nel torneo finale.

## Ascendenza
|                                       |                        |                        | Genitori                           |  |  | Nonni |  |  | Bisnonni                 |  |  | Trisnonni              |  |
|                                       |                        |                        |                                    |  |  |       |  |  | Enrico III d'Inghilterra |  |  | Giovanni d'Inghilterra |  |
|                                       |                        |                        |                                    |  |  |       |  |  | Enrico III d'Inghilterra |  |  | Giovanni d'Inghilterra |  |
|                                       |                        | Isabella d'Angoulême   |                                    |  |  |       |  |  | Enrico III d'Inghilterra |  |  |                        |  |
| Edoardo I d'Inghilterra               |                        |                        |                                    |  |  |       |  |  | Enrico III d'Inghilterra |  |  |                        |  |
|                                       |                        | Eleonora di Provenza   | Raimondo Berengario IV di Provenza |  |  |       |  |  |                          |  |  |                        |  |
|                                       |                        | Eleonora di Provenza   | Raimondo Berengario IV di Provenza |  |  |       |  |  |                          |  |  |                        |  |
|                                       |                        | Eleonora di Provenza   | Beatrice di Savoia (1206-1266)     |  |  |       |  |  |                          |  |  |                        |  |
| Edmondo Plantageneto, I conte di Kent |                        | Eleonora di Provenza   |                                    |  |  |       |  |  |                          |  |  |                        |  |
|                                       |                        | Filippo III di Francia | Luigi IX di Francia                |  |  |       |  |  |                          |  |  |                        |  |
|                                       |                        | Filippo III di Francia | Luigi IX di Francia                |  |  |       |  |  |                          |  |  |                        |  |
|                                       |                        | Filippo III di Francia | Margherita di Provenza             |  |  |       |  |  |                          |  |  |                        |  |
| Marguerite de France                  |                        | Filippo III di Francia |                                    |  |  |       |  |  |                          |  |  |                        |  |
|                                       |                        | Maria di Brabante      | Enrico III di Brabante             |  |  |       |  |  |                          |  |  |                        |  |
|                                       |                        | Maria di Brabante      | Enrico III di Brabante             |  |  |       |  |  |                          |  |  |                        |  |
|                                       |                        | Maria di Brabante      | Alice di Borgogna                  |  |  |       |  |  |                          |  |  |                        |  |
| Giovanna di Kent                      |                        | Maria di Brabante      |                                    |  |  |       |  |  |                          |  |  |                        |  |
|                                       | Baldwin di Liddel Wake | Hugh di Bourne Wake    |                                    |  |  |       |  |  |                          |  |  |                        |  |
|                                       | Baldwin di Liddel Wake | Hugh di Bourne Wake    |                                    |  |  |       |  |  |                          |  |  |                        |  |
|                                       | Baldwin di Liddel Wake | Joan de Stuteville     |                                    |  |  |       |  |  |                          |  |  |                        |  |
| John Wake I barone Wake di Liddel     | Baldwin di Liddel Wake |                        |                                    |  |  |       |  |  |                          |  |  |                        |  |
|                                       |                        | Hawise de Quincy       | Robert de Quincy                   |  |  |       |  |  |                          |  |  |                        |  |
|                                       |                        | Hawise de Quincy       | Robert de Quincy                   |  |  |       |  |  |                          |  |  |                        |  |
|                                       |                        | Hawise de Quincy       | Elen ferch Llywelyn                |  |  |       |  |  |                          |  |  |                        |  |
| Margaret Wake                         |                        | Hawise de Quincy       |                                    |  |  |       |  |  |                          |  |  |                        |  |
|                                       |                        | William de Fiennes     | Enguerrand II de Fiennes           |  |  |       |  |  |                          |  |  |                        |  |
|                                       |                        | William de Fiennes     | Enguerrand II de Fiennes           |  |  |       |  |  |                          |  |  |                        |  |
|                                       |                        | William de Fiennes     | Isabelle de Condè                  |  |  |       |  |  |                          |  |  |                        |  |
| Joan Fiennes                          |                        | William de Fiennes     |                                    |  |  |       |  |  |                          |  |  |                        |  |
|                                       |                        | Blanche de Brienne     | John de Brienne                    |  |  |       |  |  |                          |  |  |                        |  |
|                                       |                        | Blanche de Brienne     | John de Brienne                    |  |  |       |  |  |                          |  |  |                        |  |
|                                       |                        | Blanche de Brienne     | Jeanne, Dame de Chateaudun         |  |  |       |  |  |                          |  |  |                        |  |
|                                       |                        | Blanche de Brienne     |                                    |  |  |       |  |  |                          |  |  |                        |  |